# Палац Амір Алін Ак

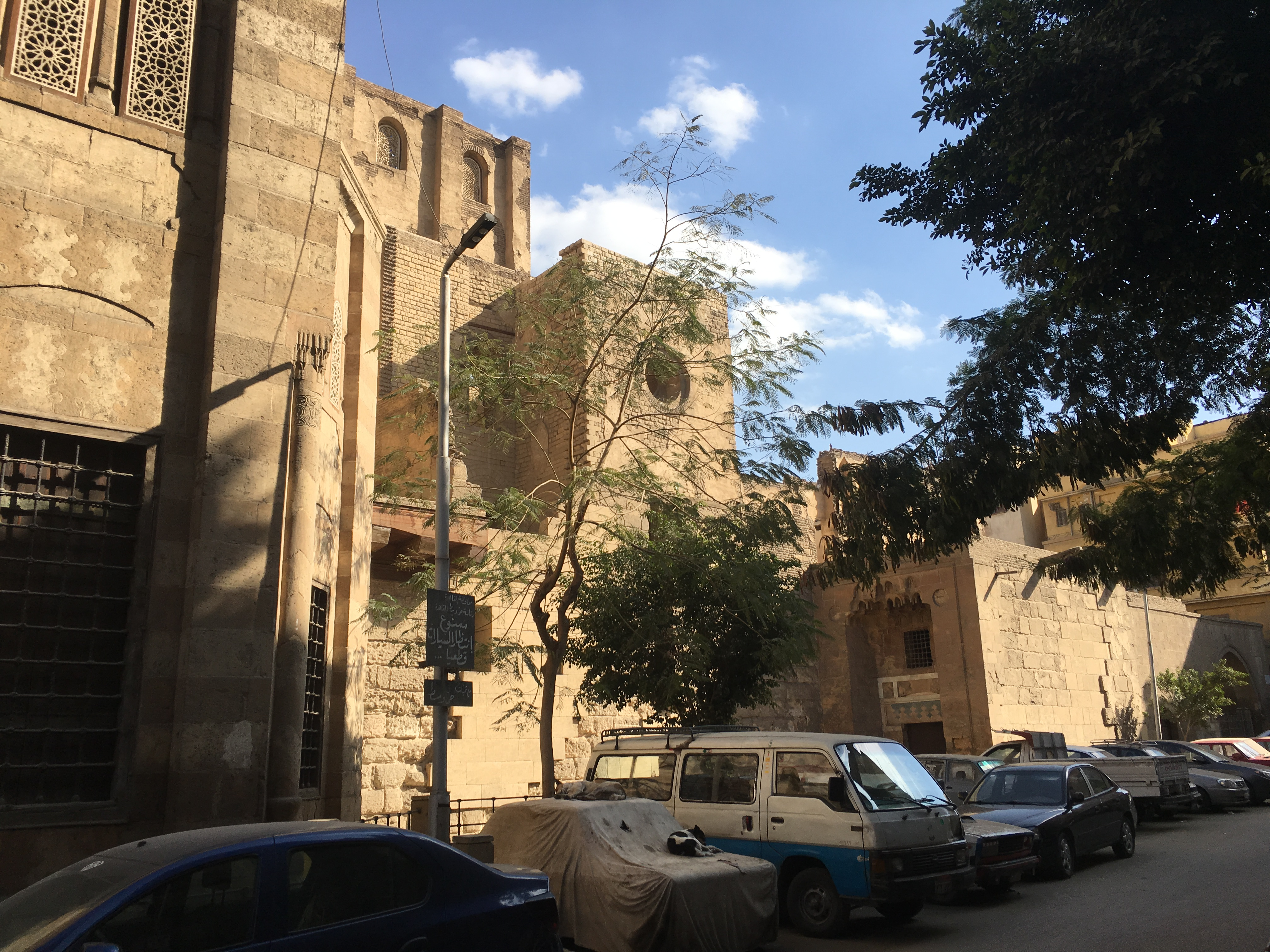
Зовнішній вигляд, січень 2020

Палац Амір Алін Ак (також відомий як Палац Аміра Хайрбака, Палац Еміра Хайрбака або Палац Аміра Хайр Бека) побудований у 1293 в районі Дарбі аль-Ахмарі, на церемоніальній дорозі, що веде до Цитаделі в Каїрі, Єгипет. Його приймальний зал (qa'a) особливо визначний. 
Алін Ак був аміром і чашником султана аль-Ашрафа Халіла ібн Калавуна. Ця будівля з періоду раннього Бахрі і зараз знаходиться в руїнах, за винятком порталу.
У 16 столітті це була резиденція Аміра Хайрбака, з мечеттю. 
Хайрбак був першим османським намісником Єгипту. Згадується, він був жорстоким і жадібним. 